# Physalaemus petersi
Physalaemus petersi és una espècie de granota que viu a Bolívia, el Brasil, Colòmbia, l'Equador, Guaiana Francesa i el Perú.
Està amenaçada d'extinció per la pèrdua del seu hàbitat natural.